# Francheville (Eure)
Francheville è un comune francese di 1 249 abitanti situato nel dipartimento dell'Eure nella regione della Normandia.

## Società

### Evoluzione demografica
Abitanti censiti